# La Dama del Paraigües
La Dama del Paraigües är ett monument i Spanien.   Det ligger i provinsen Província de Barcelona och regionen Katalonien, i den östra delen av landet, 500 km öster om huvudstaden Madrid. La Dama del Paraigües ligger 14 meter över havet.
Terrängen runt La Dama del Paraigües är platt söderut, men åt nordväst är den kuperad. Havet är nära La Dama del Paraigües åt sydost. Närmaste större samhälle är Barcelona, 2,6 km väster om La Dama del Paraigües. 